# Бета Волос Вероники
Бета Волос Вероники (лат. β Comae Berenices), 43 Волос Вероники (лат. 43 Comae Berenices), HD 114710 — двойная звезда в созвездии Волос Вероники на расстоянии приблизительно 30 световых лет (около 9,2 парсек) от Солнца. Возраст звезды определён как около 1,7 млрд лет.

## Характеристики
Первый компонент (CCDM J13118+2753A) — жёлто-белая звезда спектрального класса F9V-G0V, или F9,5V, или G0V, или G0. Видимая звёздная величина звезды — +4,3m. Масса — около 1,158 солнечной, радиус — около 1,065 солнечного, светимость — около 1,521 солнечной. Эффективная температура — около 5960 K.
Второй компонент (BSD 57-139) — жёлтый карлик спектрального класса G5V. Видимая звёздная величина звезды — +10,1m. Радиус — около 1,43 солнечного, светимость — около 2,089 солнечной. Эффективная температура — около 5812 K. Удалён на 90,8 угловой секунды.

## Описание
Бета Волос Вероники принадлежит к семье звёзд галактического диска. Вращается вокруг своей оси почти в 2 раза быстрее, чем Солнце. Из-за столь быстрого вращения звезда, скорее всего, имеет большую магнитную активность. Она имеет долгопериодический 16,6-летний цикл активности, а также, возможно, более короткий — 9,6-летний цикл.

## Ближайшее окружение звезды
Следующие звёздные системы находятся на расстоянии в пределах 10 световых лет от Беты Волос Вероники:
| Звезда         | Спектральный класс | Расстояние, св. лет |
| G 165-8        | M4 Ve              | 4,5                 |
| Росс 1015      | M3 V               | 4,5                 |
| L 1484-43      | M V                | 7,4                 |
| BD+36 2393     | M1-9 V / ?         | 7,9                 |
| β Гончих Псов  | G0 V               | 8,1                 |
| BD+17 2611     | K1-2 V / M1 V      | 9,3                 |
| LP 378-541     | M2 V               | 9,5                 |
| BD+33 2219     | M1 Ve / ?          | 9,6                 |
| HIP 62452      | M4 V               | 9,8                 |
| BD+11 2576     | M1 V               | 9,9                 |
| Грумбридж 1830 | G8 VIp             | 10,0                |